# Horace Phillips
Horace Hyman Phillips, KCMG (* 31. Mai 1917; † 19. März 2004) war ein britischer Diplomat, der unter anderem zwischen 1966 und 1968 Botschafter in Indonesien, von 1968 bis 1972 Hochkommissar in Tansania sowie zuletzt zwischen 1972 und 1977 Botschafter in der Türkei war.

## Leben
Horace Hyman Phillips, Sohn von Samuel Phillips und Polly Yaffie, begann nach dem Besuch der Hillhead High School in Glasgow 1935 seine berufliche Laufbahn im Finanzamt (Board of Inland Revenue). Er leistete danach zwischen 1939 und 1947 Militärdienst im Dorsetshire Regiment sowie im 1st Punjab Regiment und war zuletzt Major der Britisch-Indischen Armee. Nach der Unabhängigkeit Indiens vom Vereinigten Königreich am 15. August 1947 trat er im Oktober 1947 in den diplomatischen Dienst (HM Foreign Service) und fand danach zahlreiche Verwendungen im Ausland sowie im Außenministerium beziehungsweise dem Ministerium für Auswärtige und Commonwealth-Angelegenheiten (Foreign and Commonwealth Office). Zunächst wurde er im November 1947 kommissarischer Vizekonsul in Schiras im Iran und danach 1948 Vizekonsul in Buschehr, ehe er 1949 Konsul in Schiras wurde.
Im Oktober 1949 übernahm Phillips den Posten als Erster Sekretär an der Botschaft in Afghanistan und fand danach Verwendung im Außenministerium. Daraufhin wurde er 1953 Erster Sekretär und Konsul an der Botschaft in Saudi-Arabien und erhielt dort 1956 seine 1956 seine Ernennung zum Botschaftsrat. Im Dezember 1956 wurde er zum Kolonialministerium (Colonial Office) abgeordnet und war bis August 1960 Sekretär der Verwaltung des Protektorats Südjemen. Im Anschluss kehrte er in den diplomatischen Dienst zurück und wurde im Oktober 1960 Botschaftsrat für Handelsangelegenheiten an der Botschaft im Iran. Während dieser Zeit wurde er für seine Verdienste 1963 Companion des Order of St Michael and St George (CMG). Er war zwischen 1964 und 1966 stellvertretender Politischer Resident für den Persischen Golf mit Sitz in Bahrain.
Als Nachfolger von Andrew Gilchrist übernahm Horace Phillips 1966 den Posten als Botschafter in Indonesien und verblieb in dieser Funktion bis 1968, woraufhin Henry Hainworth seine dortige Nachfolge antrat. Im Anschluss wurde er ursprünglich als Nachfolger von Morgan Man zum Botschafter in Saudi-Arabien ernannt. Nachdem die saudische Regierung ihr Agrément hatte, zog sie dieses zurück, als bekannt wurde, dass Phillips Jude war, obwohl Phillips zuvor ohne Zwischenfälle in Saudi-Arabien gedient hatte. Obwohl zu der Zeit in den Medien berichtet wurde, dass er ein „Ex-Jude“ oder „nicht praktizierender Jude“ war, war er sein ganzes Leben lang Mitglied einer Synagoge und ein religiöser Jude. Stattdessen wurde er 1968 Hochkommissar in Tansania und hatte dieses Amt bis zu seiner Ablösung durch Arthur Kellas 1972 inne.
Zuletzt wurde Phillips 1972 Nachfolger von Roderick Sarell als Botschafter in der Türkei und verblieb dort bis zu seinem Eintritt in den Ruhestand 1977, woraufhin Derek Dodson ihn ablöste. 1973 wurde er zum Knight Commander des Order of St Michael and St George (KCMG) geschlagen und führte seither den Namenszusatz „Sir“. Danach blieb er in der Türkei und war bis 1987 Vertreter des Bauunternehmens Taylor Woodrow sowie bis 1997 Universitätslektor an der Bilkent-Universität in Ankara.
Aus seiner 1944 geschlossenen Ehe mit Idina Doreen Morgan gingen ein Sohn und eine Tochter hervor.